# Kerling-lès-Sierck
Kerling-lès-Sierck (fràncic lorenès Kiirléngen) és un municipi francès situat al departament del Mosel·la i a la regió del Gran Est. L'any 2007 tenia 501 habitants.

## Demografia

### Població
El 2007 la població de fet de Kerling-lès-Sierck era de 501 persones. Hi havia 194 famílies, de les quals 40 eren unipersonals (20 homes vivint sols i 20 dones vivint soles), 59 parelles sense fills i 95 parelles amb fills.
La població ha evolucionat segons el següent gràfic:
Habitants censats

### Habitatges
El 2007 hi havia 210 habitatges, 193 eren l'habitatge principal de la família, 1 era una segona residència i 16 estaven desocupats. 190 eren cases i 19 eren apartaments. Dels 193 habitatges principals, 172 estaven ocupats pels seus propietaris, 15 estaven llogats i ocupats pels llogaters i 6 estaven cedits a títol gratuït; 1 tenia una cambra, 2 en tenien dues, 7 en tenien tres, 22 en tenien quatre i 162 en tenien cinc o més. 174 habitatges disposaven pel capbaix d'una plaça de pàrquing. A 64 habitatges hi havia un automòbil i a 113 n'hi havia dos o més.

### Piràmide de població
La piràmide de població per edats i sexe el 2009 era:
| Homes | Edats   | Dones |
| ----- | ------- | ----- |
| 0     | 95 o +  | 0     |
| 0     | 90 a 94 | 0     |
| 0     | 85 a 89 | 0     |
| 0     | 80 a 84 | 4     |
| 4     | 75 a 79 | 8     |
| 8     | 70 a 74 | 8     |
| 16    | 65 a 69 | 8     |
| 16    | 60 a 64 | 12    |
| 16    | 55 a 59 | 12    |
| 12    | 50 a 54 | 8     |
| 20    | 45 a 49 | 12    |
| 8     | 40 a 44 | 20    |
| 40    | 35 a 39 | 16    |
| 8     | 30 a 34 | 28    |
| 8     | 25 a 29 | 4     |
| 8     | 20 a 24 | 4     |
| 8     | 15 a 19 | 12    |
| 12    | 10 a 14 | 16    |
| 24    | 5 a 9   | 40    |
| 12    | 0 a 4   | 12    |

## Economia
El 2007 la població en edat de treballar era de 337 persones, 260 eren actives i 77 eren inactives. De les 260 persones actives 243 estaven ocupades (134 homes i 109 dones) i 17 estaven aturades (7 homes i 10 dones). De les 77 persones inactives 27 estaven jubilades, 25 estaven estudiant i 25 estaven classificades com a «altres inactius».

### Ingressos
El 2009 a Kerling-lès-Sierck hi havia 196 unitats fiscals que integraven 522 persones, la mediana anual d'ingressos fiscals per persona era de 18.474 €.

### Activitats econòmiques
Dels 13 establiments que hi havia el 2007, 3 eren d'empreses de construcció, 2 d'empreses de comerç i reparació d'automòbils, 1 d'una empresa d'hostatgeria i restauració, 1 d'una empresa de serveis, 3 d'entitats de l'administració pública i 3 d'empreses classificades com a «altres activitats de serveis».
Dels 6 establiments de servei als particulars que hi havia el 2009, 2 eren funeràries, 1 paleta, 1 fusteria, 1 electricista i 1 restaurant.
L'any 2000 a Kerling-lès-Sierck hi havia 20 explotacions agrícoles que ocupaven un total de 873 hectàrees.

## Equipaments sanitaris i escolars
El 2009 hi havia 1 escola maternal integrada dins d'un grup escolar amb les comunes properes formant una escola dispersa i 1 escola elemental integrada dins d'un grup escolar amb les comunes properes formant una escola dispersa.

## Poblacions més properes
El següent diagrama mostra les poblacions més properes.